# José Ramos-Horta
José Manuel Ramos-Horta (født 26. december 1949 i Dili i daværende Portugisisk Timor) er en østtimorisk politiker som har været Østtimors præsident siden 20. maj 2022. Ramos-Horta var også Østtimors anden præsident siden selvstændigheden fra Indonesien i 2002. Han overtog præsidentembedet første gand 20. maj 2007 efter Xanana Gusmão.
Ramos-Horta modtog i 1996, sammen med Carlos Filipe Ximenes Belo, Nobels Fredspris for deres arbejde for en retfærdig og fredelig løsning på konflikten i Østtimor.
Som grundlægger og tidligere medlem af Fretilin fungerede Ramos-Horta i eksil som talsmand for den østtimoriske modstand i årene under den indonesiske besættelse af Østtimor (1975-1999). Selv om han fortsatte med at arbejde for Fretilin, trådte Ramos-Horta ud af partiet i 1988 og blev partiuafhængig politiker.
Han var tidligere udenrigsminister (2002-2006) og blev senere udnævnt til premierminister (2006).
Den 11. februar 2008 blev Ramos-Horta alvorligt såret under et attentatforsøg i sit hjem i Dili. Han blev hurtigt fløjet ud af landet og behandlet i Australien. To måneder senere den 7. april 2008 sagde Ramos-Horta, at han overvejer at træde tilbage. "Jeg vil tale til parlamentet, når jeg kommer hjem, og jeg vil ikke love landet, at jeg vil aftjene hele min præsidentperiode," sagde Ramos-Horta. Han sad dog sin valgperiode ud, men ved valget i 2012 opnåede han blot tredjeflest stemmer, og 19. maj samme år blev præsidentembedet overtaget af Taur Matan Ruak.